# RV Onaway
Le RV Onaway (RV en anglais : Research Vessel) était un navire océanographique halieutique exploité par le ministère de l'Agriculture, de la Pêche et de l'Alimentation-Direction des pêches entre 1930 et 1960, désormais connu sous le nom de Centre des sciences de l'environnement, des pêches et de l'aquaculture (Royaume-Uni). Il fut brièvement réquisitionné par l'Amirauté pour servir de Boom Defence Tender pendant la Seconde Guerre mondiale. Il retourna au service du ministère de la pêche en 1946. En 1960, le RV Onaway a été remplacé par le RV Tellina.

## Historique
En 1930, le bateau de pêche à moteur Onaway construit dans le chantier naval de Walter Reekie, à Anstruther en Écosse, est lancé pour M. William et W Carstairs, de Cellardyke. Le bateau était équipé d'un moteur semi-diesel de 48 cv et d'une conception spéciale de chaudière à vapeur et de cabestan. Miss Jessie Watson de Cellardyke, sœur du skipper, a présidé la cérémonie de baptême.

### Service en tant que navire de recherche sur la pêche
En 1930, Onaway a été acheté par le ministère de l'Agriculture, des Pêcheries et de l'Alimentation(MAAF). Le RV Onaway (LT358) fut au service du MAFF de décembre 1930 à mars 1960, période au cours de laquelle il a participé à 209 campagnes de recherche. Au cours des années 1930, il était en grande partie confinée aux eaux côtières du sud de la mer du Nord, notamment à Est-Anglie, à l'estuaire de la Tamise, du sud de la baie et au détroit de Douvres. La plupart de ses premières missions ont été consacrées au comptage du hareng et du sprat, mais également à l'échantillonnage de plancton et à la caractérisation de l'hydrologie. 
Après la Seconde Guerre mondiale, Le RV Onaway s’est aventuré plus loin et a effectué des échantillonnages réguliers en Cornouailles et dans l’ensemble de la Manche en se concentrant sur les enquêtes pilchard et sardine, tout en continuant de participer aux enquêtes sur le hareng et le sprat de la mer du Nord. Dans les années 1950, il a été utilisé comme plate-forme pour des programmes de comptage à grande échelle ciblant la sole, le crabe, les raies, le hareng et le merlan de la mer du Nord. Entre 1952 et 1959, il a mené des enquêtes annuelles pour caractériser les populations de pétoncles de la Manche. En mars 1959, le RV Onaway a été utilisé pour mener des enquêtes sur les décharges houillères au large de la côte nord-est de l’Angleterre.

### Service pendant la seconde guerre mondiale
En 1939, le RV Onaway fut réquisitionné par l’Amirauté pour servir au Boom Defence Tender. La principale fonction d'un navire de défense était de poser et d'entretenir des filets en acier anti-torpilles ou anti-sous-marins. Les filets pourraient être posés autour d'un navire au mouillage ou autour des ports ou d'autres mouillages. En janvier 1942, Onaway figurait sur la liste des nombreux navires affectés à la patrouille auxiliaire de Scapa Flow dans les Orcades .
Après son retour du service de l'Amirauté en 1946, le RV Onaway fut immédiatement rallongé de 10 pieds et son moteur est passé d'un semi-diesel de 40 cv à un diesel de 120 Cv, ce qui lui a permis d'augmenter sa vitesse de 5 à 9,5 nœuds.

## Navires du Cefas
| - RV Huxley (1899-1902) - SY Hildegarde et SY Hiawatha (1912–1914) - SS Joseph & Sarah Miles (1920–1922) - RV George Bligh (1921–1939) - RV Platessa (1946–1967) - RV Ernest Holt (1946–1971) - RV Sir Lancelot (1947–1960 | - RV Tellina (1960–1981) - RV Clione (1961–1988) - RV Corella (1967–1983) - RV Cirolana (1970–2003) - RV Corystes (1988–2003) - RV Cefas Endeavour (2003–present) |

### Note et référence
- (en) Cet article est partiellement ou en totalité issu de l’article de Wikipédia en anglais intitulé « RV Onaway » (voir la liste des auteurs).